# Liste des comtesses de Hainaut

## Comtesses carolingiennes (843-925)
| Nom (dates)            | Époux                    | Titres                          | Eléments biographiques                                          |
| ---------------------- | ------------------------ | ------------------------------- | --------------------------------------------------------------- |
| Hersinde (?-après 916) | - Régnier Ier de Hainaut | - Comtesse de Hainaut (880-898) | - Mère de Gislebert de Lotharingie et de Régnier II de Hainaut. |

## Famille des Régnier (925-964)
| Nom (dates)              | Époux                    | Titres                          | Eléments biographiques |
| ------------------------ | ------------------------ | ------------------------------- | --- |
| Adèle de Nordgau (?-961) | - Régnier III de Hainaut | - Comtesse de Hainaut (940-958) | - Princesse de la Maison de Nordgau. Fille d'Hugues Ier de Nordgau et d'Hildegarde de Ferrette. - Mère de Régnier IV de Mons et de Lambert Ier de Louvain. |

### Division du comté (964-1051)

#### Comtesses de Mons
| Portrait | Nom (dates)                        | Époux                                                                                          | Titres                                                                                          | Eléments biographiques |
| -------- | ---------------------------------- | ---------------------------------------------------------------------------------------------- | ----------------------------------------------------------------------------------------------- | --- |
|          | Mathilde de Saxe (942-1008)        | - Baudouin III de Flandre (mariage entre 951 et 958) - Godefroy Ier de Verdun (mariage en 963) | - Comtesse de Flandre (958-962) - Comtesse de Verdun (963-1002) - Comtesse de Hainaut (974-998) | - Princesse de la Maison de Billung. Fille d'Hermann Ier de Saxe et d'Hildegarde de Westerburg. - Mère d'Arnoul II de Flandre, d'Adalbéron II de Verdun, de Frédéric de Verdun, de Godefroy Ier de Basse-Lotharingie et de Gothelon Ier de Lotharingie. |
|          | Hedwige de France (970-après 1013) | - Régnier IV de Mons (mariage en 996) - Hugues III de Ponthieu                                 | - Comtesse titulaire de Hainaut (996-1013) - Comtesse de Mons (998-1013) - Comtesse de Dabo     | - Princesse de la dynastie des Capétiens. Fille d'Hugues Capet et d'Adélaïde d'Aquitaine. - Mère de Régnier V de Mons. |
|          | Mathilde de Verdun (?-après 1039)  | - Régnier V de Mons (mariage en 1015)                                                          | - Comtesse de Hainaut et de Mons (1015-1039)                                                    | - Princesse de la Maison d'Ardenne. Fille d'Herman de Verdun et de Goda. - Mère d'Herman de Hainaut. |
|          | Richilde (1027-1087)               | - Herman de Hainaut (mariage en 1040) - Baudouin VI de Flandre (mariage en 1051)               | - Comtesse de Hainaut (1040-1049 puis 1051-1070) - Comtesse de Flandre (1067-1070)              | - Mère de Roger de Hainaut, d'Arnoul III de Flandre et de Baudouin II de Hainaut. |

#### Comtesses de Valenciennes
| Portrait | Nom (dates)                       | Époux                                                                                  | Titres                                                                                                  | Eléments biographiques |
| -------- | --------------------------------- | -------------------------------------------------------------------------------------- | --- | --- |
|          | Ogive de Luxembourg (986-1030)    | - Baudouin IV de Flandre (mariage en 1012)                                             | - Comtesse de Flandre et de Valenciennes (1012-1030)                                                    | - Princesse de la Maison d'Ardenne. Fille de Frédéric de Luxembourg et d'Irmentrude de Wetterau. - Mère de Baudouin V de Flandre.                                  |
|          | Éléonore de Normandie (1010-1071) | - Baudouin IV de Flandre (mariage en 1031)                                             | - Comtesse de Flandre et de Valenciennes (1031-1035)                                                    | - Princesse de la Maison de Normandie. Fille de Richard II de Normandie et de Judith de Bretagne. - Mère de Judith de Flandre.                                     |
|          | Adèle de France (1009-1079)       | - Richard III de Normandie (mariage en 1027) - Baudouin V de Flandre (mariage en 1028) | - Duchesse de Normandie (1027) - Comtesse de Flandre (1035-1067) - Comtesse de Valenciennes (1035-1045) | - Princesse capétienne. Fille de Robert II le Pieux et de Constance d'Arles. - Mère de Baudouin VI de Flandre, de Mathilde de Flandre et de Robert Ier de Flandre. |
|          | Richilde (1027-1087)              | - Herman de Hainaut (mariage en 1040) - Baudouin VI de Flandre (mariage en 1051)       | - Comtesse de Hainaut (1040-1049 puis 1051-1070) - Comtesse de Flandre (1067-1070)                      | - Mère de Roger de Hainaut, d'Arnoul III de Flandre et de Baudouin II de Hainaut.                                                                                  |

## Maison de Flandre (1051-1280)
| Portrait | Nom (dates)                               | Époux                                                                                | Titres | Eléments biographiques |
| -------- | ----------------------------------------- | ------------------------------------------------------------------------------------ | --- | --- |
|          | Richilde (1027-1087)                      | - Herman de Hainaut (mariage en 1040) - Baudouin VI de Flandre (mariage en 1051)     | - Comtesse de Hainaut (1040-1049 puis 1051-1070) - Comtesse de Flandre (1067-1070)                                                                                    | - Mère de Roger de Hainaut, d'Arnoul III de Flandre et de Baudouin II de Hainaut. |
|          | Ide de Louvain (1077-1139)                | - Baudouin II de Hainaut (mariage en 1084)                                           | - Comtesse de Hainaut (1084-1098) | - Princesse de la Famille des Régnier. Fille d'Henri II de Louvain et d'Adèle d'Orthen. - Mère de Baudouin III de Hainaut. |
|          | Yolande de Gueldre                        | - Baudouin III de Hainaut (mariage en 1107) - Godefroy d'Ostrevent                   | - Comtesse de Hainaut (1107-1120) - Vicomtesse de Valenciennes | - Princesse de la Maison de Wassenberg. Fille de Gérard Ier de Gueldre et de Clémence d'Aquitaine. - Mère de Baudouin IV de Hainaut.                                                                                           |
|          | Alice de Namur (1115-1169)                | - Baudouin IV de Hainaut (mariage en 1130)                                           | - Comtesse de Hainaut (1130-1169) | - Princesse de la Maison de Namur. Fille de Godefroi Ier de Namur et d'Ermesinde de Luxembourg. - Mère de Baudouin V de Hainaut et d'Agnès de Hainaut.                                                                         |
|          | Marguerite d'Alsace (1145-1194)           | - Raoul II de Vermandois (mariage en 1160) - Baudouin V de Hainaut (mariage en 1169) | - Comtesse de Vermandois et de Valois (1160-1163) - Comtesse de Hainaut (1171-1194) - Comtesse de Namur (1190-1194) - Comtesse de Flandre (de plein droit, 1191-1194) | - Princesse de la Maison d'Alsace. Fille de Thierry d'Alsace et de Sibylle d'Anjou. - Mère d'Isabelle de Hainaut, de Baudouin VI de Hainaut, de Yolande de Hainaut, de Philippe Ier de Namur et d'Henri Ier de Constantinople. |
|          | Marie de Champagne (1174-1204)            | - Baudouin VI de Hainaut (mariage en 1186)                                           | - Comtesse de Flandre (1194-1204) - Comtesse de Hainaut (1195-1204) - Impératrice consort de Constantinople (1204)                                                    | - Princesse de la Maison de Blois. Fille d'Henri Ier de Champagne et de Marie de France. - Mère de Jeanne de Constantinople et de Marguerite de Constantinople.                                                                |
|          | Jeanne de Constantinople (1194/1200-1244) | - Ferrand de Portugal (mariage en 1212) - Thomas II de Piémont (mariage en 1237)     | - Comtesse de Flandre et de Hainaut (de plein droit, 1205-1244) - Infante du Portugal (1212-1233) - Dame de Piémont (1237-1244)                                       | - Princesse de la Maison de Flandre. Fille de Baudouin VI de Hainaut et de Marie de Champagne. |
|          | Marguerite de Constantinople (1202-1280)  | - Bouchard d'Avesnes (mariage en 1212) - Guillaume II de Dampierre (mariage en 1223) | - Dame d'Avesnes (1212-1221) - Dame de Dampierre (1223-1231) - Comtesse de Flandre et de Hainaut (de plein droit, 1244-1280)                                          | - Princesse de la Maison de Flandre. Fille de Baudouin VI de Hainaut et de Marie de Champagne. - Mère de Jean Ier d'Avesnes, de Baudoin d'Avesnes, de Guillaume III de Dampierre et de Gui de Dampierre.                       |

## Maison d'Avesnes (1280-1356)
| Image | Nom (dates)                          | Époux                                                                                       | Titres | Eléments biographiques |
| ----- | ------------------------------------ | ------------------------------------------------------------------------------------------- | --- | --- |
|       | Philippa de Luxembourg (1252-1311)   | - Jean Ier de Hainaut (mariage en 1270)                                                     | - Comtesse de Hainaut (1280-1304) - Comtesse de Hollande (1299-1304) | - Princesse de la Maison de Luxembourg. Fille d'Henri V de Luxembourg et de Marguerite de Bar. - Mère de Marie de Hainaut, de Guillaume Ier de Hainaut, de Jean de Beaumont et d'Alice de Hainaut.                                                        |
|       | Jeanne de Valois (1294-1352)         | - Guillaume Ier de Hainaut (mariage en 1305)                                                | - Comtesse de Hainaut, de Hollande et de Zélande (1305-1337) | - Princesse de la Maison de Valois. Fille de Charles de Valois et de Marguerite d'Anjou. - Mère de Guillaume II de Hainaut, de Marguerite II de Hainaut, de Philippa de Hainaut et de Jeanne de Hainaut.                                                  |
|       | Jeanne de Brabant (1322-1406)        | - Guillaume II de Hainaut (mariage en 1334) - Venceslas Ier de Luxembourg (mariage en 1352) | - Comtesse de Hainaut et de Hollande (1337-1345) - Duchesse de Luxembourg (1353-1383) - Duchesse de Brabant (de plein droit, 1355-1406) | - Princesse de la Maison de Louvain. Fille de Jean III de Brabant et de Marie d’Évreux. |
|       | Marguerite II de Hainaut (1311-1356) | - Louis IV du Saint-Empire (mariage en 1324)                                                | - Reine de Germanie (1324-1347) - Duchesse de Haute-Bavière (1324-1340) - Duchesse de Bavière (1340-1347) - Impératrice du Saint-Empire (1328-1347) - Comtesse de Hollande (de plein droit, 1345-1354) - Comtesse de Hainaut (de plein droit, 1345-1356) | - Princesse de la Maison d'Avesnes. Fille de Guillaume Ier de Hainaut et de Jeanne de Valois. - Mère d'Élisabeth de Bavière, de Louis VI le Romain, de Guillaume III de Hainaut, d'Albert Ier de Hainaut, d'Othon V de Bavière et de Béatrice de Bavière. |

## Maison de Wittelsbach (1356–1433)
| Image | Nom (dates)                         | Époux | Titres | Eléments biographiques | Armoiries |
| ----- | ----------------------------------- | --- | --- | --- | --------- |
|       | Maud de Lancastre (1340-1362)       | - Ralph Stafford - Guillaume III de Hainaut (mariage en 1352)                                                                                              | - Duchesse de Bavière-Straubing (1352-1362) - Comtesse de Hollande et de Zélande (1354-1362) - Comtesse de Hainaut (1356-1362) | - Princesse de la Maison Plantagenêt. Fille d'Henri de Grosmont et d'Isabelle de Beaumont.                                                        |           |
|       | Marguerite de Clèves (1375-1411)    | - Albert Ier de Hainaut (mariage en 1394) | - Duchesse de Bavière-Straubing, comtesse de Hainaut et de Hollande (1394-1404) | - Princesse de la Maison de la Marck. Fille d'Adolphe III de La Marck et de Marguerite de Juliers.                                                |           |
|       | Marguerite de Bourgogne (1374-1441) | - Guillaume IV de Hainaut (mariage en 1385) | - Duchesse de Bavière-Straubing, comtesse de Hainaut, de Hollande et de Zélande (1404-1417) | - Princesse de la Maison de Valois-Bourgogne. Fille de Philippe II de Bourgogne et de Marguerite III de Flandre. - Mère de Jacqueline de Hainaut. |           |
|       | Jacqueline de Hainaut (1401-1436)   | - Jean de France (mariage en 1415) - Jean IV de Brabant (mariage en 1418) - Humphrey de Lancastre (mariage en 1423) - Frank van Borselen (mariage en 1432) | - Dauphine de Viennois et duchesse de Touraine (1415-1417) - Duchesse de Berry (1416-1417) - Comtesse de Hainaut, de Hollande et de Zélande (de plein droit, 1417-1433) - Duchesse de Brabant (1418-1422) - Duchesse de Gloucester et comtesse de Pembroke (1423-1428) | - Princesse de la Maison de Wittelsbach. Fille de Guillaume IV de Hainaut et de Marguerite de Bourgogne.                                          |           |

## Maison de Valois-Bourgogne (1433-1482)
| Image | Nom (dates)                      | Époux                                              | Titres | Eléments biographiques | Armoiries |
| ----- | -------------------------------- | -------------------------------------------------- | --- | --- | --------- |
|       | Isabelle du Portugal (1397-1471) | - Philippe le Bon (mariage en 1430)                | - Duchesse de Bourgogne, de Brabant et de Limbourg, comtesse de Flandre, de Bourgogne et de Namur (1430-1467) - Comtesse de Hollande, de Zélande et de Hainaut (1433-1467) - Duchesse de Luxembourg (1441-1467)                          | - Princesse de la Maison d'Aviz. Fille de Jean Ier de Portugal et de Philippa de Lancastre. - Mère de Charles le Téméraire.                                       |           |
|       | Marguerite d'York (1446-1503)    | - Charles le Téméraire (mariage en 1468)           | - Duchesse de Bourgogne, de Luxembourg, de Brabant et de Limbourg, comtesse de Flandre, de Bourgogne, de Charolais, de Namur, de Hollande, de Zélande et de Hainaut (1468-1477) - Duchesse de Gueldre et comtesse de Zutphen (1473-1477) | - Princesse de la Maison d'York. Fille de Richard Plantagenêt et de Cécile Neville.                                                                               |           |
|       | Marie de Bourgogne (1457-1482)   | - Maximilien Ier du Saint-Empire (mariage en 1477) | - Duchesse de Bourgogne, de Luxembourg, de Gueldre, de Brabant et de Limbourg, comtesse de Flandre, de Bourgogne, de Charolais, de Zutphen, de Namur, de Hollande, de Zélande et de Hainaut (de plein droit, 1477-1482)                  | - Princesse de la Maison de Valois-Bourgogne. Fille de Charles le Téméraire et d'Isabelle de Bourbon. - Mère de Philippe Ier le Beau et de Marguerite d'Autriche. |           |

## Maison de Habsbourg (1482-1700)
| Image | Nom (dates)                                    | Époux                                     | Titres | Eléments biographiques | Armoiries |
| ----- | ---------------------------------------------- | ----------------------------------------- | --- | --- | --------- |
|       | Jeanne Ire de Castille (1479-1555)             | - Philippe Ier le Beau (mariage en 1496)  | - Souveraine des Pays-Bas (1496-1506) - Reine de Castille (de plein droit, 1504-1555) - Reine d'Aragon, de Sicile et de Naples (de plein droit, 1516-1555)                                                              | - Princesse de la Maison de Trastamare. Fille de Ferdinand II d'Aragon et d’Isabelle Ire de Castille. - Mère d'Éléonore de Habsbourg, de Charles Quint, d'Isabelle d'Autriche, de Ferdinand Ier du Saint-Empire, de Marie de Hongrie et de Catherine de Castille. |           |
|       | Isabelle du Portugal (1503-1539)               | - Charles Quint (mariage en 1526)         | - Reine de Germanie (1526-1530) - Reine de Castille, d'Aragon, de Sicile et de Naples, souveraine des Pays-Bas (1526-1539) - Impératrice du Saint-Empire (1530-1539)                                                    | - Princesse de la Maison d'Aviz. Fille de Manuel Ier de Portugal et de Marie d'Aragon. - Mère de Philippe II d'Espagne, de Marie d'Autriche et de Jeanne d'Autriche.                                                                                              |           |
|       | Marie Ire d'Angleterre (1516-1558)             | - Philippe II d'Espagne (mariage en 1554) | - Reine d'Angleterre et d'Irlande (de plein droit, 1553-1558) - Princesse des Asturies (1554-1556) - Reine de Naples et de Sicile, duchesse de Milan (1554-1558) - Reine d'Espagne, souveraine des Pays-Bas (1556-1558) | - Princesse de la Maison Tudor. Fille d'Henri VIII d'Angleterre et de Catherine d'Aragon. |           |
|       | Élisabeth de France (1545-1568)                | - Philippe II d'Espagne (mariage en 1559) | - Reine d'Espagne, de Naples et de Sicile, duchesse de Milan, souveraine des Pays-Bas (1559-1568) | - Princesse de la Maison de Valois. Fille d'Henri II de France et de Catherine de Médicis. - Mère d'Isabelle-Claire-Eugénie d'Autriche et de Catherine-Michelle d'Autriche.                                                                                       |           |
|       | Anne d'Autriche (1549-1580)                    | - Philippe II d'Espagne (mariage en 1570) | - Reine d'Espagne, de Naples et de Sicile, duchesse de Milan, souveraine des Pays-Bas (1570-1580) | - Princesse de la Maison de Habsbourg. Fille de Maximilien II du Saint-Empire et de Marie d'Autriche. - Mère de Ferdinand d'Autriche, de Diègue d'Autriche et de Philippe III d'Espagne.                                                                          |           |
|       | Isabelle-Claire-Eugénie d'Autriche (1566-1633) | - Albert d'Autriche (mariage en 1598)     | - Souveraine des Pays-Bas (1598-1621) - Gouvernante des Pays-Bas espagnols (1621-1633) | - Princesse de la Maison de Habsbourg. Fille de Philippe II d'Espagne et d'Élisabeth de France. |           |
|       | Elisabeth de France (1602-1644)                | - Philippe IV d'Espagne (mariage en 1615) | - Princesse des Asturies (1615-1621) - Reine d'Espagne, de Naples, de Sicile et de Portugal, duchesse de Milan, souveraine des Pays-Bas (1621-1644)                                                                     | - Princesse de la Maison de Bourbon. Fille d'Henri IV de France et de Marie de Médicis. - Mère de Balthazar-Charles d'Autriche et de Marie-Thérèse d'Autriche. |           |
|       | Marie-Anne d'Autriche (1634-1696)              | - Philippe IV d'Espagne (mariage en 1649) | - Reine d'Espagne, de Naples, de Sicile et de Portugal, duchesse de Milan, souveraine des Pays-Bas (1649-1665) - Régente d'Espagne (1665-1675)                                                                          | - Princesse de la Maison de Habsbourg. Fille de Ferdinand III du Saint-Empire et de Marie-Anne d'Autriche. - Mère de Marguerite-Thérèse d'Autriche, de Philippe-Prosper d'Autriche et de Charles II d'Espagne.                                                    |           |
|       | Marie-Louise d'Orléans (1662-1689)             | - Charles II d'Espagne (mariage en 1679)  | - Reine d'Espagne, de Naples, de Sicile et de Portugal, duchesse de Milan, souveraine des Pays-Bas (1679-1689) | - Princesse de la Maison d'Orléans. Fille de Philippe d’Orléans et d'Henriette d'Angleterre. |           |
|       | Marie-Anne de Neubourg (1667-1740)             | - Charles II d'Espagne (mariage en 1690)  | - Reine d'Espagne, de Naples, de Sicile et de Portugal, duchesse de Milan, souveraine des Pays-Bas (1690-1700) | - Princesse de la Maison de Witteslsbach. Fille de Philippe-Guillaume de Neubourg, et d'Élisabeth-Amélie de Hesse-Darmstadt. |           |

## Maison de Bourbon (1700–1706)
| Image | Nom (dates)                                  | Époux                                    | Titres | Eléments biographiques | Armoiries |
| ----- | -------------------------------------------- | ---------------------------------------- | --- | --- | --------- |
|       | Marie-Louise-Gabrielle de Savoie (1688-1714) | - Philippe V d'Espagne (mariage en 1701) | - Reine d'Espagne et duchesse de Milan (1701-1714) - Reine de Naples, de Sicile et de Sardaigne (1701-1713) - Souveraine des Pays-Bas (1701-1710) | - Princesse de la Maison de Savoie. Fille de Victor-Amédée II de Savoie et d'Anne-Marie d'Orléans. - Mère de Louis Ier d'Espagne et de Ferdinand VI d'Espagne. |           |

## Maison de Habsbourg (1706-1780)
| Image | Nom (dates)                                               | Époux                                            | Titres | Eléments biographiques | Armoiries |
| ----- | --------------------------------------------------------- | ------------------------------------------------ | --- | --- | --------- |
|       | Élisabeth-Christine de Brunswick-Wolfenbüttel (1691-1750) | - Charles VI du Saint-Empire (mariage en 1708)   | - Impératrice du Saint-Empire, reine de Germanie, de Hongrie et de Bohême, archiduchesse d'Autriche (1711-1740) - Duchesse de Milan (1714-1740) - Souveraine des Pays-Bas (1715-1740) - Duchesse de Parme et de Plaisance (1735-1740) | - Princesse de la Maison de Brunswick. fille de Louis-Rodolphe de Brunswick-Wolfenbüttel et de Christine-Louise d'Oettingen-Oettingen. - Mère de Marie-Thérèse d'Autriche et de Marie-Anne d'Autriche. |           |
|       | Marie-Thérèse d'Autriche (1717-1780)                      | - François Ier du Saint-Empire (mariage en 1736) | - Duchesse de Lorraine (1736-1737) - Grande-duchesse de Toscane (1737-1765) - Reine de Hongrie et de Bohême, archiduchesse d'Autriche, duchesse de Milan, souveraine des Pays-Bas (de plein droit, 1740-1780) - Duchesse de Parme et de Plaisance (de plein droit, 1740-1748) - Impératrice du Saint-Empire, reine de Germanie (1745-1765) | - Princesse de la Maison de Habsbourg. Fille de Charles VI du Saint-Empire et d'Élisabeth-Christine de Brunswick-Wolfenbüttel. - Mère de Marie-Élisabeth d'Autriche, de Marie-Anne d'Autriche, de Marie-Caroline d'Autriche, de Joseph II du Saint-Empire, de Marie-Christine d'Autriche, de Marie-Élisabeth d'Autriche, de Charles-Joseph d'Autriche, de Marie-Amélie d'Autriche, de Léopold II du Saint-Empire, de Marie-Caroline d'Autriche, de Marie-Jeanne-Gabrielle d'Autriche, de Marie-Josèphe d'Autriche, de Marie-Caroline d'Autriche, de Ferdinand d'Autriche-Este, de Marie-Antoinette d'Autriche et de Maximilien-François d'Autriche. |           |

## Maison de Habsbourg-Lorraine (1780-1792)
| Image | Nom (dates)                        | Époux                                          | Titres | Eléments biographiques |
| ----- | ---------------------------------- | ---------------------------------------------- | --- | --- |
|       | Marie-Louise d'Espagne (1745-1792) | - Léopold II du Saint-Empire (mariage en 1765) | - Grande-duchesse de Toscane (1765-1790) - Impératrice du Saint-Empire, reine de Germanie, de Hongrie et de Bohême, archiduchesse d'Autriche, duchesse de Milan, souveraine des Pays-Bas (1790-1792) | - Princesse de la Maison de Bourbon. Fille de Charles III d'Espagne et de Marie-Amélie de Saxe. - Mère de Marie-Thérèse d'Autriche, de François Ier d'Autriche, de Ferdinand III de Toscane, de Marie-Anne d'Autriche, de Charles-Louis d'Autriche-Teschen, d'Alexandre Léopold d'Autriche, de Joseph de Habsbourg-Lorraine, de Marie-Clémentine d'Autriche, d'Antoine-Victor d'Autriche, de Marie-Amélie d'Autriche, de Jean-Baptiste d'Autriche, de Rainier d'Autriche, de Louis d'Autriche et de Rodolphe d'Autriche. |

## Sources
- HAINAUT